# TNS (företag)
TNS (Taylor Nelson Sofres) är ett globalt företag inom marknads- och opinionsundersökningar. Företaget är listat på London-börsen och är del av FTSE 250 Index. I Sverige var åren 2004–2008 verksamt genom TNS Gallup, därefter genom företagssammanslagning genom TNS Sifo.
TNS var 2012 är resultatet av en mängd företagssammanslagningar och uppköp, där företag skapade av pionjärer i branschen – som George Gallup och Alberta Burke – numera ingår.
En av rötterna till dagens TNS skapades 1946, då National Family Opinion (NFO) grundades i USA.
9 oktober 2008 deklarerade den stora reklam- och mediekonsultkoncernen WPP att ett bud från dem accepterats av en tillräcklig majoritet av TNS' aktieägare och att man köpte TNS för 1,93 miljarder US-dollar.

## TNS i Sverige
TNS representerades i Sverige under ett antal år av TNS Gallup med sidobolag. TNS Gallup fick sitt nuvarande namn 2004 och var i sin dåvarande utformning en sammanslagning mellan (Svenska) Gallup och (svenska) NFO Infratest. NFO Infratest hade i sin tur rötter tillbaka till 1960-talet och grundades ursprungligen som en undersökningsavdelning på Göteborgsbaserade Gumaelius reklambyrå. Senare namn har i tur och ordning varit ScanFact, ScanFact Burke, Burke, Infratest Burke (1994–2001) och slutligen NFO Infratest (2001–04).
Genom WPP:s uppköp av TNS hamnar de två största privata marknadsundersökningsföretagen i Sverige under samma paraply. Under flera decennier har Sifo och Burke (med flera) varit etta respektive tvåa på den svenska marknaden. Nu kommer de två att ingå i WPP:s företagsgrupp för marknadsundersökningar – Kantar Group. Där ingick redan Sifo, genom Research Internationals inträde på den svenska marknaden, sedan några år tillbaka.